# Paula Gunn Allen
Paula Gunn Allen (ur. 24 października 1939 w Albuquerque, zm. 29 maja 2008 w Fort Bragg) – amerykańska poetka i pisarka, autorka powieści i esejów, krytyk literacki, indiańska działaczka i profesor Studiów Indiańskich na Uniwersytecie Kalifornijskim.

## Życiorys
Urodziła się jako Paula Marie Francis w Albuquerque w Nowym Meksyku i wychowała w pobliżu rezerwatu Pueblo Laguna. Jej matką była Indianka pochodząca z plemion Pueblo Laguna i Siuksów, ojciec był Amerykaninem pochodzenia libańskiego.
Opublikowała tomiki wierszy: The Blind Lion (1975), Coyote’a Daylight Trip (1978), Star Child (1981), A Cannon Between My Knees (1981), Shadow Country (1982), Wyrds (1984) oraz tomy wierszy wybranych Skins and Bones. Poems 1979-1987 (1988) i Life is a Fatal Desease: Collected Poems 1962–1995. W 1983 roku ukazała się jej powieść The Woman Who Owned the Shadows. Jest też autorką dwóch antologii współczesnej literatury indiańskiej: Voice of the Turtle. American Indian Literature 1900–1970 (1994) oraz Song of the Turtle. American Indian Literature 1974–1994 (1996) i dwóch zbiorów esejów o literaturze i kulturze tubylczych Amerykanów: Studies in American Indian Literature: Critical Essays and Course Designs (1981) i The Sacred Hoop: Recovering the Femine in American Indian (1986).
W napisanej wspólnie z Patricią Clark Smith książce As Long As the Rivers Flow. The Stories of Nine Native Americans (1997) przybliżyła czytelnikom biografie dziewięciu wybitnych indiańskich artystów, polityków i sportowców. W późniejszym okresie interesowały ją kwestie związane z feminizmem w tubylczych kulturach, a tematyce tej poświęciła m.in. zbiór legend z 1991 roku i antologię współczesnej literatury tubylczych Amerykanek Spider Woman's Granddaughters (1989). Pod koniec życia napisała dwie książki: Off the Reservation. Reflections on Boundary-Busting, Border-Crossing, Loose Canons (1998) i Pocahontas. Medicine Woman, Spy, Enterpreneur, Diplomat (2004).
Na koniec 2008 roku zaplanowano wydanie jej najnowszych wierszy w zbiorze America the Beautiful.

## Nagrody
Za swą ostatnią książkę, będącą oryginalnym spojrzeniem na historyczną postać Pokahontas, Gunn Allen była nominowana do Nagrody Pulitzera. Nagrodzono ją także m.in. American Book Award (przyznawaną przez Before Columbus Foundation), Tubylczą Nagrodą Literacką i nagrodą za całokształt twórczości (Native Writer’s Circle of the Americas, 2001).

## Dzieła
- The Blind Lion, 1974, poezja
- Coyote’a Daylight Trip, 1978, poezja
- A Cannon Between My Knees, 1981, poezja
- Starchild, 1981, poezja
- Shadow Country, 1982, poezja
- The Woman Who Owned the Shadows, 1983, proza
- Studies in American Indian Literature, Critical Essays and Course Designs, 1983, nonfiction
- The Sacred Hoop, 1986, nonfiction
- Wyrds, 1987, poezja
- Skins and Bones, 1988, poezja
- Grandmothers of the Light, 1991, poezja
- Life is a Fatal Disease, 1997, poezja
- Off the Reservation, 1998, nonfiction
- Pocahontas: Medicine Woman, Spy, Entrepreneur, Diplomat, 2004, nonfiction
- America the Beautiful, 2009, poezja

### Polskie przekłady
W Polsce opublikowano jej esej Mistycyzm Indian Amerykańskich i kilka wierszy (w kwartalniku "Tawacin", nr 1, 1992) oraz trzy wiersze w opracowanej przez Maurice’a Kenny indiańskiej antologii Rany podskórne. 15 poetów tubylczej Ameryki (Biblioteka "Tawacinu" nr 26, 1998).